# Алкатраз
Алкатраз или Острво Алкатраз (енгл. Alcatraz Island) је мало острво у средини залива Сан Франциска у Калифорнији, САД. Острво је првобитно служило као светионик, војничко утврђење, па је постао војнички затвор. Касније је острво постало федерални затвор, што је било до 1963. године када је затвор постао туристичка атракција.
Удааљен је 2 км од града. Тамо се налазио први светионик (1854) на калифорниској обали.
Данас је Алкатраз историјска и туристичка атракција коју надзире Национални парк Голден гејт. Острво је отворено за посете. Посетиоци могу доћи до острва трајектом који полази од дока 33 у Сан Франциску. Сваке године затвор посети више милиона туриста из целог света.